# Barypenthus claudens
Barypenthus claudens är en nattsländeart som först beskrevs av Walker 1860.  Barypenthus claudens ingår i släktet Barypenthus och familjen böjrörsnattsländor. Inga underarter finns listade i Catalogue of Life.